# Jax Dane
Jackson Dane Laymon (Bakewell, Tennessee,  10 de abril de 1981-25 de diciembre de 2024) fue un luchador profesional estadounidense, más conocido por su nombre en el ring, Jax Dane. Fue conocido por su mandato con varias promociones de miembros de la National Wrestling Alliance (NWA). Fue campeón mundial de peso pesado de la NWA, peso pesado nacional de la NWA, peso pesado norteamericano de la NWA y campeón del equipo de etiqueta mundial de la NWA. También es conocido por su trabajo en New Japan Pro Wrestling (NJPW), Impact Wrestling y Ring of Honor (ROH).

## Carrera profesional de lucha libre

### National Wrestling Alliance

#### Carrera temprana (2012–2013)
Después de pasar tres años en el circuito independiente, Dane comenzó a luchar para NWA Houston en mayo de 2012. El 13 de julio de 2012, Dane y Raymond Rowe ganaron el Campeonato de Equipo de Estrella Solitaria de NWA, derrotando a Austin Rhodes y Chaz Taylor. Después de solo tres exitosas defensas del título, Dane y Rowe perdieron el Tag Team Championship ante The Kingz of The Underground (Ryan Genesis y Scot Summers) el 9 de noviembre de 2012 y se vieron obligados a disolverse como equipo de etiqueta. El 14 de diciembre de 2012, Dane derrotó a Raymond Rowe, Ryan Genesis y Scot Summers en un fatal combate a cuatro esquinas por el Campeonato de Peso Pesado Lone Star de NWA. Dane defendió el título contra ex superestrellas de WWE y TNA Scott Steiner y Lance Hoyt, antes de perder el Campeonato ante Byron Wilcott el 19 de julio de 2013. El 17 de agosto de 2013, Dane perdió el Campeonato de Peso Pesado NWA BOW ante Charlie Haas.

#### The IronGodz (2013–2014)
El 9 de noviembre, Dane hizo su debut en el ring New Japan Pro Wrestling en Power Struggle, donde The IronGodz (Jax Dane y Rob Conway) derrotaron a KES (Davey Boy Smith, Jr. y Lance Archer) y Tencozy (Hiroyoshi Tenzan y Satoshi Kojima) en la primera caída de un partido de dos caídas y tres vías para ganar el Campeonato Mundial de Parejas de NWA. Del 23 de noviembre al 7 de diciembre, Dane y Conway participaron en la World Tag League 2013 de New Japan, donde terminaron con un récord de tres victorias y tres derrotas, sin poder avanzar a las semifinales. Dane luchó otro partido para New Japan el 5 de enero de 2014, cuando él y Conway defendieron con éxito el Campeonato Mundial de NWA Tag Team contra Tencozy. Dane y Conway regresaron a Nuevo Japón el 6 de abril en Invasion Attack 2014 , donde perdieron el Campeonato Mundial por Equipos de NWA ante Tencozy. La semana siguiente, Dane participó en el viaje de Nuevo Japón a Taiwán, derrotando a Hiroyoshi Tenzan en su primer partido de individuales para la promoción el 12 de abril, antes de que él y Conway fracasaran en su intento de recuperar el Campeonato Mundial de NWA Tag Team de Tencozy el 13 de abril. Dane y Conway regresaron a Nuevo Japón en noviembre para participar en la World Tag League 2014. El equipo terminó penúltimo en su bloque con un récord de tres victorias y cuatro derrotas. 

#### Éxito del campeonato (2015–2016)
El 6 de febrero de 2015, Dane derrotó a Lou Marconi para ganar el NWA National Heavyweight Championship. El 12 de abril, Dane derrotó a Tim Storm para ganar el NWA North American Heavyweight Championship y unificarlo con el NWA National Title. El 17 de abril, Dane compitió en la Smoky Mountain Cup de NWA Smoky Mountain Wrestling, derrotando a Gavin Daring en la primera ronda, y luego derrotó a Shawn Shultz, Vince Brent, Chase Owens, Jason Kincaid y Jeff Connelly en un partido eliminatorio a seis bandas para ganar la Copa Smoky Mountain 2015. El 28 de mayo de 2015, Dane dejó vacante el Campeonato Nacional de Peso Pesado y el Campeonato de Peso Pesado de América del Norte debido a una lesión. El 29 de agosto de 2015, Dane derrotó a Hiroyoshi Tenzan para convertirse en el campeón Mundial de Peso Pesado de NWA, terminando el reinado de Tenzan después de casi siete meses. Dane continuaría manteniendo el título durante casi catorce meses antes de finalmente perderlo ante Tim Storm el 21 de octubre de 2016.

### Ring of Honor (2016–2017)
El 24 de octubre de 2016, se anunció que Dane debutaría en Ring of Honor en el evento Survival of the Fittest. Después de derrotar a Donovan Dijak en su partido de primera ronda, Dane avanzó al partido final a seis bandas, que fue ganado por Bobby Fish.
El 3 de febrero de 2017, Dane regresó a ROH haciendo equipo con War Machine en un esfuerzo perdedor para el entonces Campeón Mundial de Equipo de Seis Man Tag de ROH, The Kingdom en el espectáculo de Legado Indiscutible en San Antonio, Texas. La noche siguiente en Dallas, en el evento Honor Regins Supreme, Dane perdió un combate de supervivencia en cuatro esquinas contra Will Ferrara, Johnathan Gresham y Sho Tanaka también estaban en el combate.

### Impact Wrestling (2017)
Dane, bajo el nombre de Wilcox, debutó en el episodio del 20 de abril de 2017 de Impact Wrestling uniendo fuerzas con Mayweather como un equipo de etiqueta llamado VoW, "Veteranos de Guerra"; ambos derrotaron a Fallah Bahh y Mario Bokara en su primer partido. El 13 de noviembre de 2017, su perfil fue eliminado oficialmente del sitio web Impact Wrestling, confirmando su salida de la compañía.

### Ohio Valley Wrestling (2018-presente)
En el episodio del 23 de junio de 2018 de OVW TV, Dane hizo su debut en Ohio Valley Wrestling (OVW) como miembro de los War Kings junto con Crimson derrotando a los campeones de OVW Southern Tag Team The Bro Godz (Colton Cage y Dustin Jackson) -partida de título. El 4 de agosto de 2018, en OVW Saturday Night Special, War Kings derrotó a The Bro Godz (Colton Cage y Dustin Jackson) para convertirse en los OVW Southern Tag Team Championship. 

#### National Wrestling Alliance (2020-presente)
En el episodio del 25 de febrero de 2020 de NWA Power, Dane apareció con Danny Deals para desafiar a Tim Storm.
En la Noche 2 de Crockett Cup, se enfrentó a Anthony Mayweather por el Campeonato Nacional de NWA, sin embargo perdió, pero después del combate, hizo efectivo su oportunidad del Champion's Series enfrentándose una vez más y derrotándolo para ganar el título por segunda ocasión. En el NWA USA S2E5 emitido el 30 de abril, derrotó a Marshe Rockett reteniendo el Campeonato Nacional de NWA. En Alwayz Ready, derrotó a Chris Adonis reteniendo el Campeonato Nacional de NWA. En el NWA USA emitido el 13 de junio, derrotó a Eric Jackson reteniendo el Campeonato Nacional de NWA. En la Noche 1 de NWA 74th Anniversary Show, fue derrotado por Cyon perdiendo el Campeonato Nacional de NWA, terminando con un reinado de 160 días.
En el NWA USA emitido el 4 de marzo, junto a Blake "Bulletproof" Troop derrotaron a The Ill Begotten (Jeremiah Punkett & Alex Taylor) ganando una oportunidad por los Campeonatos en Parejas de los Estados Unidos de NWA. En el Pre-Show de NWA 312, junto a Blake "Bulletproof" Troop se enfrentaron a The Country Gentlemen (AJ Cazana & Anthony Andrews) por los Campeonatos en Parejas de los Estados Unidos de NWA, sin embargo perdieron.

## Campeonatos y logros
- America's Most Liked Wrestling
  - Big Man Bash Tournament (2017)

- National Wrestling Alliance
  - NWA World Heavyweight Championship (1 vez)
  - NWA North American Heavyweight Championship (1 vez)[3]
  - NWA National Heavyweight Championship (2 veces)[4]
  - NWA World Tag Team Championship (1 vez) – con Rob Conway
  - Champions Series Tournament (2021) – con Trevor Murdoch, Jennacide, The Masked Mystery Man y Colby Corino[5][6]

- NWA Branded Outlaw Wrestling
  - NWA BOW Heavyweight Championship (1 vez)[7][8]

- NWA Houston
  - NWA Texas Heavyweight Championship (1 vez)[9]
  - NWA Lone Star Heavyweight Championship (1 vez)[10]
  - NWA Lone Star Tag Team Championship (1 vez) – con Raymond Rowe[11]

- NWA Smoky Mountain Wrestling
  - Smoky Mountain Cup (2015)[12]

- Ohio Valley Wrestling
  - OVW Southern Tag Team Championship (2 veces) – con Crimson

- Pro Wrestling Illustrated
  - PWI lo ubicó en el puesto #78 de los 500 mejores luchadores individuales en el PWI 500 en 2016[13]

- River City Wrestling
  - RCW Tag Team Championship (1 vez) – con Ryan Sorenson[14]